# Grande Prêmio da Itália de 2018
Grande Prêmio da Itália de 2018 (formalmente denominado Formula 1 Gran Premio Heineken d'Italia 2018) foi a décima quarta etapa da temporada de 2018 da Fórmula 1. Foi disputada em 2 de setembro de 2018 no Circuito de Monza, Monza, Itália.

## Relatório

### Treino Classificatório
Q1
Com 80% de possibilidade de chuva no treino, os pilotos se apressaram para deixar os boxes com os pneus supermacios, o mais mole do fim de semana. De cara a Ferrari impôs o melhor ritmo, com Raikkonen, que logo depois foi superado por Vettel. O tempo do alemão, 1m20s542, por pouco não foi o melhor do fim de semana, anotado por ele mesmo no segundo treino livre: 1m20s509. Em um pista que privilegia a força do motor, a Williams conseguiu colocar os dois carros no Q2.
Eliminados: Sergio Pérez (Racing Point), Charles Leclerc (Sauber), Brendon Hartley (Toro Rosso), Marcus Ericsson (Sauber) e Stoffel Vandoorne (McLaren).
Q2
Ainda sem a presença da chuva, o Q2 começou um pouco mais tranquilo, com os pilotos deixando os boxes com mais espaço entre um e outro. De cara, Lewis Hamilton ligou o "party mode" e encaixou uma bela volta, com 1m19s798, o melhor tempo do fim de semana. Mas Vettel rapidamente deu o troco e fez 1m19s785, apenas 0s013 à frente do rival da Mercedes.
A vantagem de Mercedes e Ferrari para o resto é tão grande na pista de Monza que os quatro primeiros foram separados por apenas 0s6, mesma vantagem de Bottas, o quarto, para Verstappen, o quinto.
Dos ponteiros, Vettel foi quem conseguiu melhorar sua marca. O piloto anotou 1m29s629 e fez a melhor marca do fim de semana. Lance Stroll, que parece brilhar no palco do GP da Itália, fez o oitavo melhor tempo e avançou ao Q3 pela segunda vez no ano. Destaque também para a STR de Gasly, que mesmo com o motor mais fraco da Honda também passou para a sessão seguinte. Ricciardo, já punido por trocas de componentes, sequer foi para a pista, terminando o Q2 em último.
Eliminados: Kevin Magnussen (Haas), Sergey Sirotkin (Williams), Fernando Alonso (McLaren), Nico Hülkenberg (Renault) e Daniel Ricciardo (Red Bull).
Q3
Os 80% de chance de chuva no Q1 acabaram se transformando em um belo dia de sol no Q3. E com o sol brilhando, a primeira tentativa do Q3 começou quente. Vettel bateu o recorde da pista, com 1m19s497, mas foi superado por Raikkonen, com 1m19s459 e, sem seguida, por Hamilton, com 1m19s390. A antiga marca era de Juan Pablo Montoya com 1m19s525, pela Williams em 2004.
Na segunda tentativa, Hamilton chegou a melhorar a própria marca, com 1m19s294, garantindo a pole provisória. Mas com o cronômetro zerado, o britânico foi superado por Vettel e por Kimi, que garantiu a primeira posição no grid do Grande Prêmio da Itália.

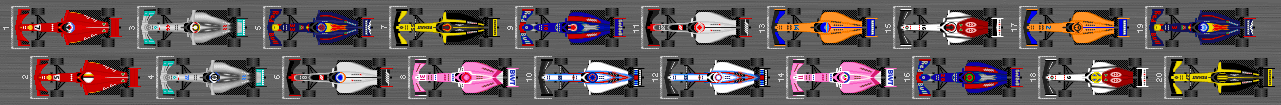
Grid de Largada

## Pneus
| Nome do composto | Cor | Banda de rolamento | Condições de Tempo | Dry Type                           | Aderência | Longevidade |
| ---------------- | --- | ------------------ | ------------------ | ---------------------------------- | --------- | ----------- |
| Super Macio      |     | Slick (P Zero)     | Seco               | Supersoft                          | Médio     | Médio       |
| Macio            |     | Slick (P Zero)     | Seco               | Soft                               | Médio     | Médio       |
| Médio            |     | Slick (P Zero)     | Seco               | Medium                             | Médio     | Médio       |
| Intermediário    |     | Sulcos (Cinturato) | Molhado            | Intermediate (água não estagnante) | —         | —           |
| Chuva            |     | Sulcos (Cinturato) | Molhado            | Wet (água estagnante)              | —         | —           |

| Escolhas de Pneus de cada piloto para o GP da Itália: | Escolhas de Pneus de cada piloto para o GP da Itália: | Escolhas de Pneus de cada piloto para o GP da Itália: | Escolhas de Pneus de cada piloto para o GP da Itália: | Escolhas de Pneus de cada piloto para o GP da Itália: | Escolhas de Pneus de cada piloto para o GP da Itália: |
| ----------------------------------------------------- | ----------------------------------------------------- | ----------------------------------------------------- | ----------------------------------------------------- | ----------------------------------------------------- | ----------------------------------------------------- |
| Nº                                                    | Pilotos                                               | Equipe(s)                                             | Medio                                                 | Macio                                                 | Super Macio                                           |
| 44                                                    | Lewis Hamilton                                        | Mercedes                                              |                                                       |                                                       |                                                       |
| 77                                                    | Valtteri Bottas                                       | Mercedes                                              |                                                       |                                                       |                                                       |
| 5                                                     | Sebastian Vettel                                      | Ferrari                                               |                                                       |                                                       |                                                       |
| 7                                                     | Kimi Räikkönen                                        | Ferrari                                               |                                                       |                                                       |                                                       |
| 3                                                     | Daniel Ricciardo                                      | Red Bull-TAG Heuer                                    |                                                       |                                                       |                                                       |
| 33                                                    | Max Verstappen                                        | Red Bull-TAG Heuer                                    |                                                       |                                                       |                                                       |
| 11                                                    | Sergio Pérez                                          | Force India-Mercedes                                  |                                                       |                                                       |                                                       |
| 31                                                    | Esteban Ocon                                          | Force India-Mercedes                                  |                                                       |                                                       |                                                       |
| 18                                                    | Lance Stroll                                          | Williams-Mercedes                                     |                                                       |                                                       |                                                       |
| 35                                                    | Sergey Sirotkin                                       | Williams-Mercedes                                     |                                                       |                                                       |                                                       |
| 55                                                    | Carlos Sainz Jr.                                      | Renault                                               |                                                       |                                                       |                                                       |
| 27                                                    | Nico Hülkenberg                                       | Renault                                               |                                                       |                                                       |                                                       |
| 10                                                    | Pierre Gasly                                          | Toro Rosso-Honda                                      |                                                       |                                                       |                                                       |
| 28                                                    | Brendon Hartley                                       | Toro Rosso-Honda                                      |                                                       |                                                       |                                                       |
| 8                                                     | Romain Grosjean                                       | Haas-Ferrari                                          |                                                       |                                                       |                                                       |
| 20                                                    | Kevin Magnussen                                       | Haas-Ferrari                                          |                                                       |                                                       |                                                       |
| 14                                                    | Fernando Alonso                                       | McLaren-Renault                                       |                                                       |                                                       |                                                       |
| 2                                                     | Stoffel Vandoorne                                     | McLaren-Renault                                       |                                                       |                                                       |                                                       |
| 9                                                     | Marcus Ericsson                                       | Sauber-Ferrari                                        |                                                       |                                                       |                                                       |
| 16                                                    | Charles Leclerc                                       | Sauber-Ferrari                                        |                                                       |                                                       |                                                       |

## Resultados

### Treino Classificatório
| Pos.                     | Nº | Piloto            | Construtor           | Q1       | Q2       | Q3       | Grid |
| ------------------------ | -- | ----------------- | -------------------- | -------- | -------- | -------- | ---- |
| 1                        | 7  | Kimi Räikkönen    | Ferrari              | 1:20.722 | 1:19.846 | 1:19.119 | 1    |
| 2                        | 5  | Sebastian Vettel  | Ferrari              | 1:20.542 | 1:19.629 | 1:19.280 | 2    |
| 3                        | 44 | Lewis Hamilton    | Mercedes             | 1:20.810 | 1:19.798 | 1:19.294 | 3    |
| 4                        | 77 | Valtteri Bottas   | Mercedes             | 1:21.381 | 1:20.427 | 1:19.656 | 4    |
| 5                        | 33 | Max Verstappen    | Red Bull-TAG Heuer   | 1:21.381 | 1:20.333 | 1:20.615 | 5    |
| 6                        | 8  | Romain Grosjean   | Haas-Ferrari         | 1:21.887 | 1:21.239 | 1:20.936 | 6    |
| 7                        | 55 | Carlos Sainz Jr.  | Renault              | 1:21.732 | 1:21.552 | 1:21.041 | 7    |
| 8                        | 31 | Esteban Ocon      | Force India-Mercedes | 1:21.570 | 1:21.315 | 1:21.099 | 8    |
| 9                        | 10 | Pierre Gasly      | Toro Rosso-Honda     | 1:21.834 | 1:21.667 | 1:21.350 | 9    |
| 10                       | 18 | Lance Stroll      | Williams-Mercedes    | 1:21.838 | 1:21.494 | 1:21.627 | 10   |
| 11                       | 20 | Kevin Magnussen   | Haas-Ferrari         | 1:21.783 | 1:21.669 |          | 11   |
| 12                       | 35 | Sergey Sirotkin   | Williams-Mercedes    | 1:21.813 | 1:21.732 |          | 12   |
| 13                       | 14 | Fernando Alonso   | McLaren-Renault      | 1:21.850 | 1:22.568 |          | 13   |
| 14                       | 27 | Nico Hülkenberg   | Renault              | 1:21.801 | S/Tempo  |          | 201  |
| 15                       | 3  | Daniel Ricciardo  | Red Bull-TAG Heuer   | 1:21.280 | S/Tempo  |          | 192  |
| 16                       | 11 | Sergio Pérez      | Force India-Mercedes | 1:21.888 |          |          | 14   |
| 17                       | 16 | Charles Leclerc   | Sauber-Ferrari       | 1:21.889 |          |          | 15   |
| 18                       | 28 | Brendon Hartley   | Toro Rosso-Honda     | 1:21.934 |          |          | 16   |
| 19                       | 9  | Marcus Ericsson   | Sauber-Ferrari       | 1:22.048 |          |          | 183  |
| 20                       | 2  | Stoffel Vandoorne | McLaren-Renault      | 1:22.085 |          |          | 17   |
| Tempo dos 107%: 1:26.179 |    |                   |                      |          |          |          |      |
| Fonte:                   |    |                   |                      |          |          |          |      |

Notas
- ↑1  – Nico Hülkenberg recebeu uma punição de 40 posições: 10 posições por causar a colisão no treino classificatório e 30 posições por exceder sua cota de força unitária de elementos.
- ↑2  – Daniel Ricciardo recebeu uma punição de 30 posições por exceder sua cota de força unitária de elementos.
- ↑3  – Marcus Ericsson recebeu uma punição de 10 posições por exceder sua cota de força unitária de elementos.

### Corrida

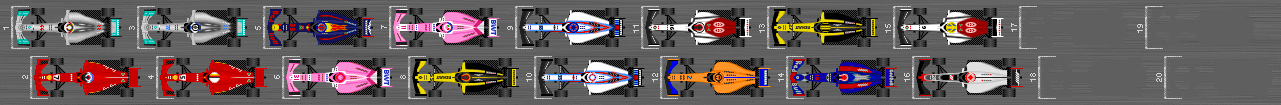
Resultado da corrida

| Pos.   | Nu. | Piloto            | Construtor           | Voltas | Tempo/Retirado     | Grid | Pontos |
| ------ | --- | ----------------- | -------------------- | ------ | ------------------ | ---- | ------ |
| 1      | 44  | Lewis Hamilton    | Mercedes             | 53     | 1:16:54.484        | 3    | 25     |
| 2      | 7   | Kimi Räikkönen    | Ferrari              | 53     | +8.705s            | 1    | 18     |
| 3      | 77  | Valtteri Bottas   | Mercedes             | 53     | +14.066s           | 4    | 15     |
| 4      | 5   | Sebastian Vettel  | Ferrari              | 53     | +16.151s           | 2    | 12     |
| 5      | 33  | Max Verstappen    | Red Bull-TAG Heuer   | 53     | +18.208s[a]        | 5    | 10     |
| 6      | 31  | Esteban Ocon      | Force India-Mercedes | 53     | +57.761s           | 8    | 8      |
| 7      | 11  | Sergio Pérez      | Force India-Mercedes | 53     | +58.678s           | 16   | 6      |
| 8      | 55  | Carlos Sainz Jr.  | Renault              | 53     | +78.140s           | 7    | 4      |
| 9      | 18  | Lance Stroll      | Williams-Mercedes    | 53     | +1 volta           | 10   | 2      |
| 10     | 35  | Sergey Sirotkin   | Williams-Mercedes    | 52     | +1 volta           | 12   | 1      |
| 11     | 16  | Charles Leclerc   | Sauber-Ferrari       | 52     | +1 volta           | 17   |        |
| 12     | 2   | Stoffel Vandoorne | McLaren-Renault      | 52     | +1 volta           | 20   |        |
| 13     | 27  | Nico Hülkenberg   | Renault              | 52     | +1 volta           | 14   |        |
| 14     | 10  | Pierre Gasly      | Toro Rosso-Honda     | 52     | +1 volta           | 9    |        |
| 15     | 9   | Marcus Ericsson   | Sauber-Ferrari       | 52     | +1 volta           | 19   |        |
| 16     | 20  | Kevin Magnussen   | Haas-Ferrari         | 52     | +1 volta           | 11   |        |
| NC     | 3   | Daniel Ricciardo  | Red Bull-TAG Heuer   | 23     | Falha mecânica     | 15   |        |
| NC     | 14  | Fernando Alonso   | McLaren-Renault      | 9      | Falha mecânica     | 13   |        |
| NC     | 28  | Brendon Hartley   | Toro Rosso-Honda     | 0      | Colisão            | 18   |        |
| DSQ    | 8   | Romain Grosjean   | Haas-Ferrari         | 53     | Assoalho ilegal[b] | 6    |        |
| Fonte: |     |                   |                      |        |                    |      |        |

Notas
[a] ^  Max Verstappen (Red Bull) recebeu uma penalidade de 5 segundos a mais no seu tempo final de corrida, por causar a colisão com Valtteri Bottas (Mercedes).
[b] ^  Romain Grosjean terminou em sexto na pista, com tempo de +56.320s, mas foi desqualificado devido ao assoalho de seu carro não estar de acordo com o regulamento técnico.

## Curiosidade
- Kimi Raikkonen se tornou o piloto mais velho a anotar uma pole position desde Nigel Mansell, em 1994.
- Kimi Raikkonen conquistou o 100º pódio de sua carreira e se tornou o quinto piloto a alcançar 100 pódios na Fórmula 1 e se juntar ao lado de Alain Prost, Michael Schumacher, Lewis Hamilton e Sebastian Vettel.
- Único ponto de Sergey Sirotkin.

## Voltas na Liderança
- Commons

| Nº de Voltas | Piloto          | Voltas            |
| ------------ | --------------- | ----------------- |
| 28           | Kimi Räikkönen  | (1-19) e (36-44)  |
| 18           | Lewis Hamilton  | (20-28) e (45-55) |
| 7            | Valtteri Bottas | (29-35)           |

## 2018DHLFastest Pit Stop Award

### Resultado
| 1      | 7  | Kimi Räikkönen    | Ferrari            | 2.20 | 25 |
| 2      | 44 | Lewis Hamilton    | Mercedes           | 2.31 | 18 |
| 3      | 77 | Valtteri Bottas   | Mercedes           | 2.36 | 15 |
| 4      | 33 | Max Verstappen    | Red Bull-TAG Heuer | 2.56 | 12 |
| 5      | 2  | Stoffel Vandoorne | McLaren-Renault    | 2.58 | 10 |
| 6      | 16 | Charles Leclerc   | Sauber-Ferrari     | 2.58 | 8  |
| 7      | 5  | Sebastian Vettel  | Ferrari            | 2.90 | 6  |
| 8      | 27 | Nico Hülkenberg   | Renault            | 2.99 | 4  |
| 9      | 3  | Daniel Ricciardo  | Red Bull-TAG Heuer | 3.18 | 2  |
| 10     | 8  | Romain Grosjean   | Haas-Ferrari       | 3.24 | 1  |
| Fonte: |    |                   |                    |      |    |

### Classificação
| Tabela do DHL Fastest Pit Stop Award \| Pos \| Construtor \| Pontos \| Var \| \| --- \| --------------------- \| ------ \| ------- \| \| 1 \| Red Bull-TAG Heuer \| 345 \| Estável \| \| 2 \| Ferrari \| 237 \| Estável \| \| 3 \| Mercedes \| 204 \| 2 \| \| 4 \| Sauber-Ferrari \| 184 \| 1 \| \| 5 \| Williams-Mercedes \| 173 \| 1 \| \| 6 \| McLaren-Renault \| 93 \| 1 \| \| 7 \| Toro Rosso-Honda \| 87 \| 1 \| \| 8 \| Haas-Ferrari \| 25 \| Estável \| \| 9 \| Renault \| 24 \| Estável \| \| 10 \| Racing Point-Mercedes \| 0 \| Estável \| \| EX \| Force India-Mercedes \| 0 (42) \| Baixa \| |                       |        |         |
| Pos | Construtor            | Pontos | Var     |
| 1 | Red Bull-TAG Heuer    | 345    | Estável |
| 2 | Ferrari               | 237    | Estável |
| 3 | Mercedes              | 204    | 2       |
| 4 | Sauber-Ferrari        | 184    | 1       |
| 5 | Williams-Mercedes     | 173    | 1       |
| 6 | McLaren-Renault       | 93     | 1       |
| 7 | Toro Rosso-Honda      | 87     | 1       |
| 8 | Haas-Ferrari          | 25     | Estável |
| 9 | Renault               | 24     | Estável |
| 10 | Racing Point-Mercedes | 0      | Estável |
| EX | Force India-Mercedes  | 0 (42) | Baixa   |

## Tabela do campeonato após a corrida
Somente as cinco primeiras posições estão incluídas nas tabelas.
| Pos | Piloto           | Pontos | Var     |
| --- | ---------------- | ------ | ------- |
| 1   | Lewis Hamilton   | 256    | Estável |
| 2   | Sebastian Vettel | 226    | Estável |
| 3   | Kimi Raikkonen   | 164    | Estável |
| 4   | Valtteri Bottas  | 159    | Estável |
| 5   | Max Verstappen   | 130    | Estável |

| Pos | Construtor         | Pontos | Var     |
| --- | ------------------ | ------ | ------- |
| 1   | Mercedes           | 415    | Estável |
| 2   | Ferrari            | 390    | Estável |
| 3   | Red Bull-TAG Heuer | 248    | Estável |
| 4   | Renault            | 86     | Estável |
| 5   | Haas-Ferrari       | 76     | Estável |